# Clément Thierry
Clément Thierry est un acteur français né le 5 janvier 1930 à Paris et mort le 14 août 2008 à L'Isle-sur-la-Sorgue.

## Filmographie

### Cinéma
- 1949 : Au grand balcon d'Henri Decoin : Didier Fusain
- 1950 : Le 84 prend des vacances de Léo Joannon : Loulou
- 1954 : Avant le déluge d'André Cayatte : Philippe Boussard
- 1958 : Les Copains du dimanche d'Henri Aisner : le jeune bourgeois
- 1960 : Normandie-Niémen de Jean Dréville : Vignelette
- 1961 : Tendre et Violente Élisabeth d'Henri Decoin : Patrice
- 1962 : Le Masque de fer d'Henri Decoin : Maulévrier
- 1971 : Mourir d'aimer d'André Cayatte : l'ex-mari de Danièle
- 1975 : Guerre et Amour de Woody Allen : Jacques

### Télévision
- 1962 : Les Célibataires de Jean Prat : Lebeau
- 1967 : Lagardère de Jean-Pierre Decourt (série télévisée) : Taranne
- 1974 : Les Brigades du Tigre, épisode La confrérie des loups de Victor Vicas
- 1977 : Fachoda, la mission Marchand de Roger Kahane : Dr Emily
- 1977 : Richelieu, feuilleton télévisé de Jean-Pierre Decourt : Alincourt